# 幣久良神社
幣久良神社（みてくらじんじゃ）は、大阪府茨木市にあった神社。地元では「てくらじんじゃ」と呼ばれる。延喜式神名帳に『摂津国 島下郡　幣久良神社　鍬靫』と記されている式内社。明治41年（1908年）に安威の式内社である阿為神社に合祀された。

## 歴史
勧請年月不詳。元禄11年（1698年）、幣久良の森から百舌鳥野小松原の瑠璃光院の西に移した。『高反別記』に「手鞍山の坤に耳原村上野村の墓所があるので、これを忌み、元禄10年、大坂御奉行所へ願出て薬師堂の松原へ社を移す」とある。『八雲御抄』に「月夜には手くらの杜もくらからすましてしらゝの濱いかならん」と詠まれている。
幣久良山の東の池は神輿を埋めたので御手洗池と呼ばれた。元禄の社殿修築の際、池の木を使おうとしても動かないので神木としたが、後に畑にするために伐採した村人が病死したので、延享元年（1744年）に神木のあったところに祠を建てた。
『摂津名所図会』に「耳原村にあり。鍬靱。『延喜式』に出づ。生土神とす。今稲荷大明神と称す。」とあり、
「幣久良神社現今境内之図」には、幣久良山、幣久良池（御手洗池）の東、西国街道の北、田地の中に反正天皇陵（鼻摺古墳）と履中天皇陵（耳原古墳）の間に鳥居・燈籠・拝殿・本殿が描かれ、文化3年（1806年）に作成された『山崎通分間延絵図』にも履中帝陵に稲荷社と薬師が並んでいる。
明治12年（1879年）の『耳原誌』には「別社　本村の西方幣久良山の麓にあり。稲荷神社・清森稲荷神社・幣久良山稲荷神社。村社（幣久良神社）の別社なれば倉稲魂命を祭れり。」とあり、旧地を別宮として祀っていた。
この地は長くテイジンの敷地であったが、現在、セキスイによる宅地開発で削平され面影はない。幣久良山裾に稲荷神社跡の石碑（白髭大明神、大正11年4月健之）と、瑠理光院にあった薬師堂が耳原自治会館前に遺っている。